# USS Henry W. Tucker (DD-875)
USS Henry W. Tucker (DD-875) – amerykański niszczyciel typu Gearing. Patronem okrętu był Pharmacist’s Mate Third Class Henry W. Tucker (1919–1942), który został pośmiertnie odznaczony Krzyżem Marynarki za działania w czasie bitwy na Morzu Koralowym.
Stępkę jednostki położono w Consolidated Steel Corporation w Orange, w Teksasie 29 maja 1944. Okręt zwodowano 8 listopada 1944, matką chrzestną była pani Henry Walton Tucker, matka patrona okrętu. Niszczyciel wszedł do służby 12 marca 1945.
„Henry W. Tucker” operował w składzie 7 Floty w czasie wojny koreańskiej wspierając siły Narodów Zjednoczonych. Później przeplatał przydziały na zachodnim Pacyfiku okresami służby na zachodnim wybrzeżu USA i Hawajach. Przeszedł program Fleet Rehabilitation and Modernization (FRAM) w Boston Naval Shipyard pomiędzy 13 grudnia 1962 i 4 grudnia 1963. Niszczyciel służył jako okręt dozorujący samoloty w rejonie Yankee Station w zatoce Tonkijskiej, brał udział w operacjach Sea Dragon i Market Time, brał udział w misjach SAR i udzielał wsparcia artyleryjskiego jednostkom lądowym w czasie wojny wietnamskiej.
Niszczyciel został wycofany ze służby i skreślony z listy okrętów floty 3 grudnia 1973. Tego samego dnia został przekazany Brazylii i przemianowany na Marcilio Dias (D-25).
Po służbie w barwach brazylijskich okręt został wycofany ze służby i zatopiony jako okręt-cel w czasie ćwiczeń torpedowych 19 września 1994.
Okręt otrzymał siedem odznaczeń battle star za służbę w czasie wojny koreańskiej.